# NGC 991
NGC 991 é uma galáxia espiral barrada (SBc) localizada na direcção da constelação de Cetus. Possui uma declinação de -07° 09' 18" e uma ascensão recta de 2 horas, 35 minutos e 32,6 segundos.
A galáxia NGC 991 foi descoberta em 10 de Setembro de 1785 por William Herschel.